# Persicaria humilis
Persicaria humilis är en slideväxtart som först beskrevs av Meissn., och fick sitt nu gällande namn av Hiroshi Hara. Persicaria humilis ingår i släktet pilörter, och familjen slideväxter. Inga underarter finns listade i Catalogue of Life.